# ジョセフ・シェルシ・インターモーダル・トランスポーテーション・センター
ジョセフ・シェルシ・インターモーダル・トランスポーテーション・センター（英語：Joseph Scelsi Intermodal Transportation Center ）は、アメリカ合衆国マサチューセッツ州ピッツフィールド コロンバス・アヴェニュー1にある駅。 全米各地を結ぶ旅客鉄道のアムトラックが乗り入れている。

## 概要
元州議会議員でピッツフィールド市議会議員も務めたジョセフ・シェルシから名付けられたジョセフ・シェルシ・インターモーダル・トランスポーテーション・センター（ITC）にアムトラックは停車する。2004年にオープンしたこのモダンなガラスとレンガ造りの施設は、列車の乗客のための待合室がある。ITCは、バークシャー地域交通局（BRTA）の路線バスとピーターパン・バスラインズも発着しており、ピッツフィールドの中心市街地へも直接徒歩でアクセスできる。 BRTAの事務所は、店舗および貸テナントと同様にセンター内にある。
ピッツフィールドのユニオン駅は1914年に30万ドルで建設され、後にニューヨークセントラル鉄道（NYC）の路線になった。完成時、ユニオン駅は好評であった。高さの高いアーチ型の窓、緑がかったベージュの大理石の壁、高いドームのテラゾ天井、天窓、シャンデリア、洗練された木製建具などである。正門の入り口にはピッツフィールド市の封印をモザイクで再現し乗客を迎え入れ、レストランは休憩場所となった。
1950年代にはニューイングランド全土の鉄道網が乗客数の減少と旅客サービスの維持を求める規制のため財政的に圧迫されたため、旅客駅のメンテナンスを減らすことが収入を救う方法と見なされた。ピッツフィールド・ユニオン駅では、何年もの間、使用が減少し、無視されていた。ニューヨークセントラル鉄道は、1956年、ピッツフィールド市に駅を売却することを提案したが、市はその目的には適していないと感じ、提案を拒否した。
ジョセフは駅を維持する方法を模索していたが、その時には市民の機運が盛り上がった。彼は反対したが1965年に市議会はニューヨークセントラル鉄道がわずかな数の乗客しか駅を利用しないと報告してきたので、ニューヨークセントラル鉄道が中心市街地から離れた工場地帯に近い新しい駅を建設することを許可した。1966年までに、一部の市民は駅を救うことを望んでいたが、状態が悪化し構造的な欠陥が増えているため、駅を復元することはもはや経済的に実現できなかった。1968年にピッツフィールド・ユニオン駅は解体された。
1990年代には、交通サービスの統合を強化という連邦政府の方針により、州内の他の都市に建設されている同様の新しい交通センターの建設が検討された。2000年3月、ユニオン駅が解体された後、旧駅があった場所に近い中心市街地に新しい交通センターを建設する計画が始まった。予想された費用は1400万ドルであり、連邦政府からの補助金800万ドルを含め最終費用は1,100万ドルであった。
2004年11月22日に式典が開催され、エドワード・ケネディ上院議員、ピッツフィールド市長ジェームズ・ルバート、ノースアダムズ市長ジョン・バレット三世が出席の下経済発展の触媒となる新しいITCがオープンした。マサチューセッツ州運輸省と連邦鉄道局の代表も出席した。
レイクショア・リミテッド号の運行開始以来、アムトラックは新しい駅のプラットホームから少し離れた場所にある待合所を使用していた。新駅舎では、エレベーターと車椅子の昇降台を備え、待合室を使用することができる。

## 利用可能な鉄道路線／列車
アムトラックの停車する列車は下記の通り。
シカゴとボストン間の夜行長距離列車レイクショア・リミテッド号…1日1往復停車
※当駅にはシカゴ-ボストン間の編成が停車。シカゴ行きはオールバニ・レンセラー駅にてニューヨーク-シカゴ間の編成と連結される。ボストン行きはオールバニ・レンセラー駅にてシカゴ-ニューヨーク間の編成との切り離しを行う。

## バス
当駅から乗車できるバスは以下の通り。
中長距離バス
ピーターパン・バスラインズ…ニューヨーク、プロビデンス、オールバニ、ウィリアムズタウン
グレイハウンド …ボストン、オールバニ
路線バス
バークシャー地域交通局（BRTA） …1系統、2系統、4系統、5A・5B系統、11・15系統、12系統、14系統、921系統